# NO$GBA
NO$GBA(노캐시지비에이)는 DOS 및 마이크로소프트 윈도우 운영체제를 지원하는 프리웨어 게임보이 어드밴스, 닌텐도 DS 에뮬레이터다. 초창기에는 게임보이 어드밴스 에뮬레이터로 시작하였으며, 2005년부터는 닌텐도 DS 에뮬레이션도 지원하게 되었다. 2013년에 발표된 2.7a 버전부터는 닌텐도 DSi 지원을 시작하여, 2015년에 발표된 2.8 버전에서는 DSi를 거의 완벽하게 구현하게 된다.